# طعام فاخر

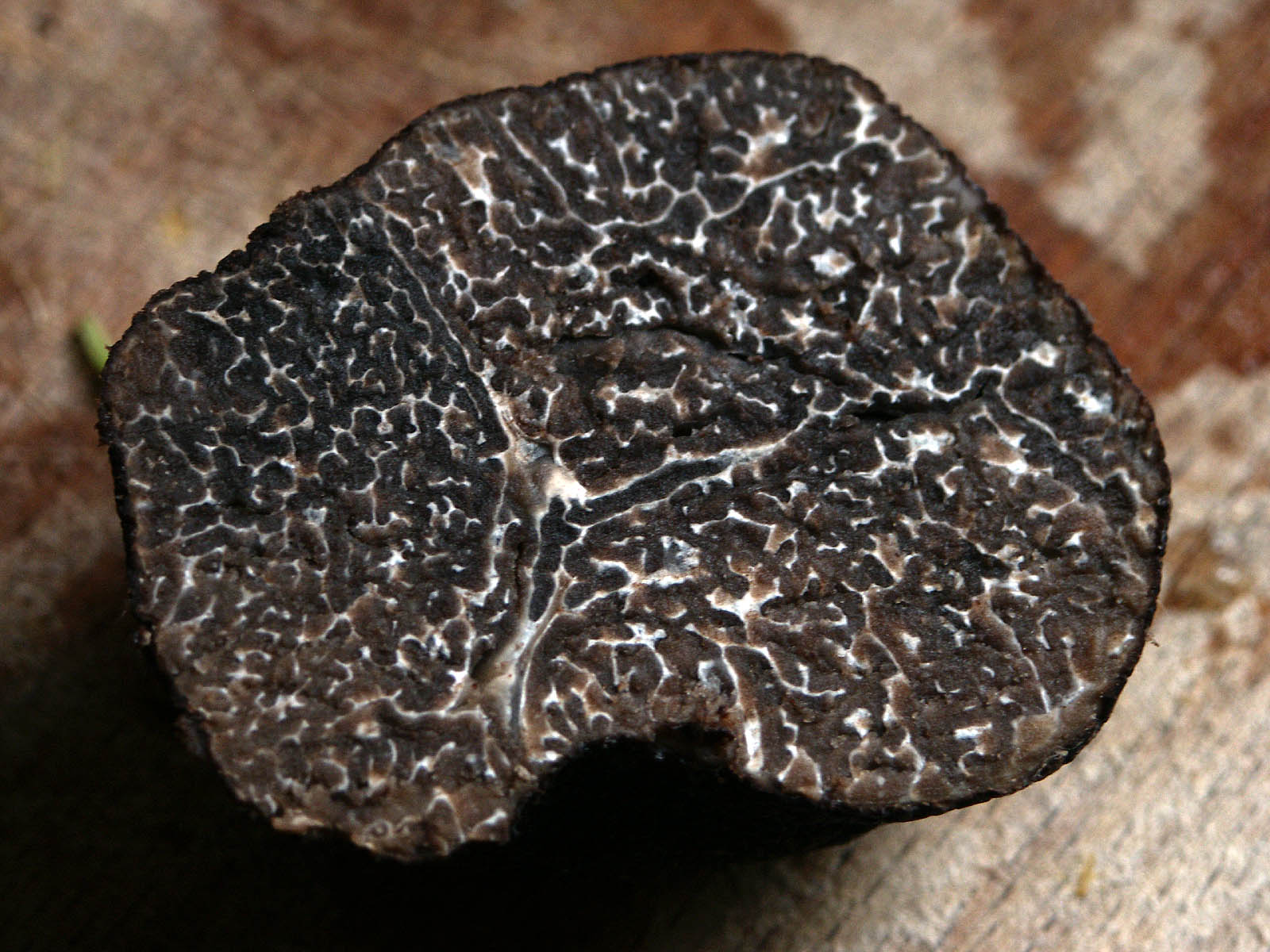
كمأة سوداء

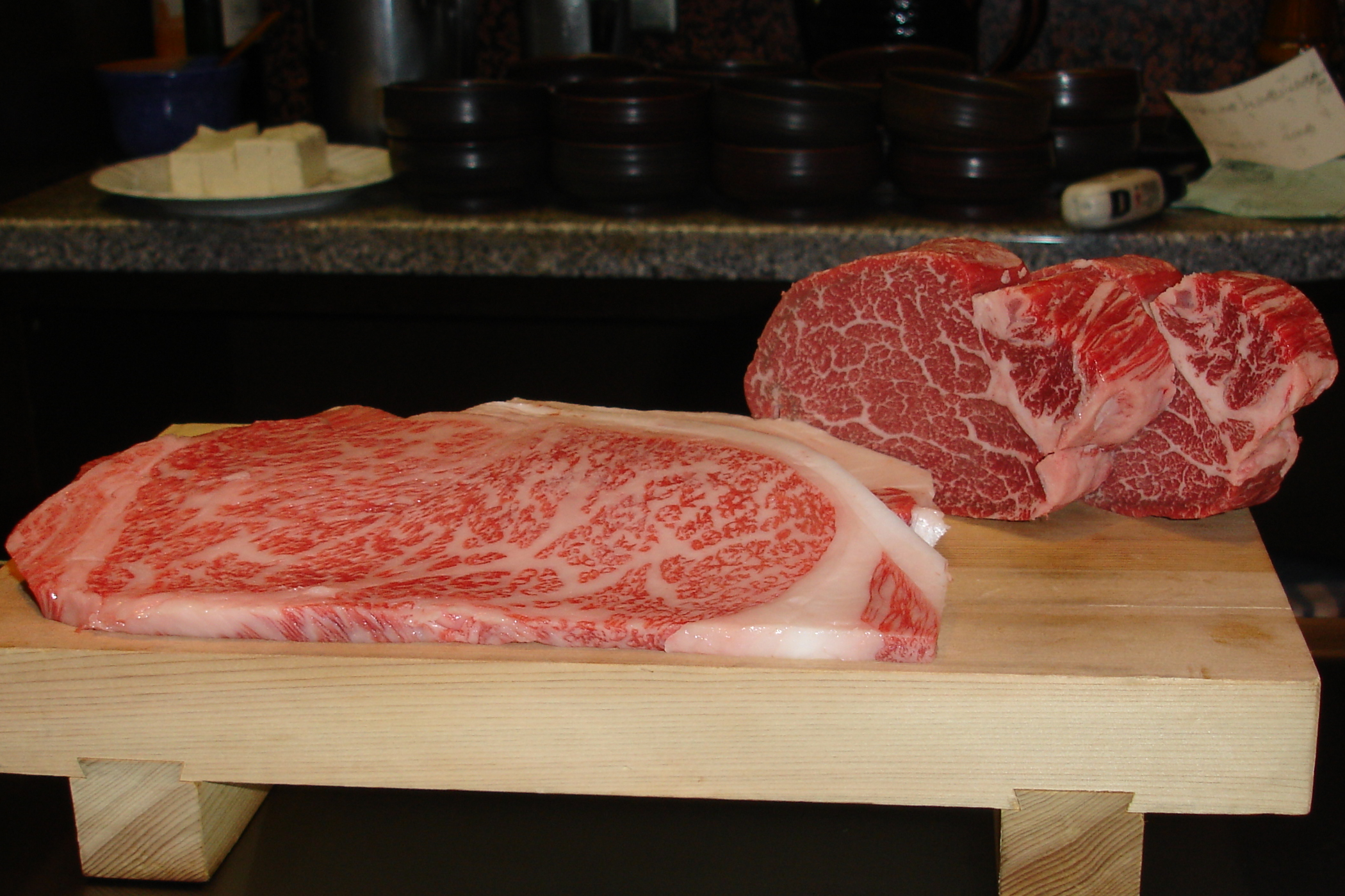
لحم بقري من نوع كوبي

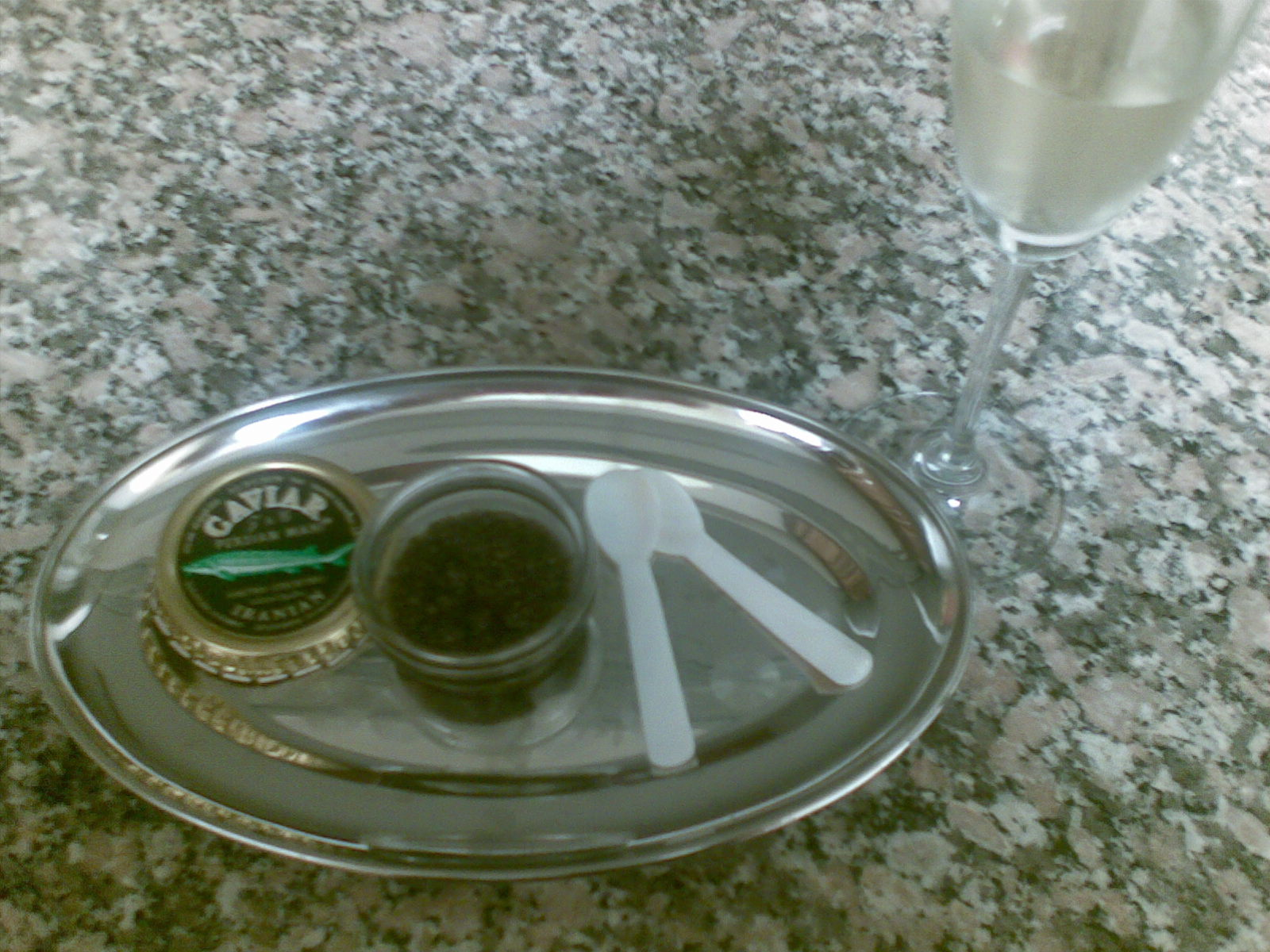
خبياري إيراني طبيعي

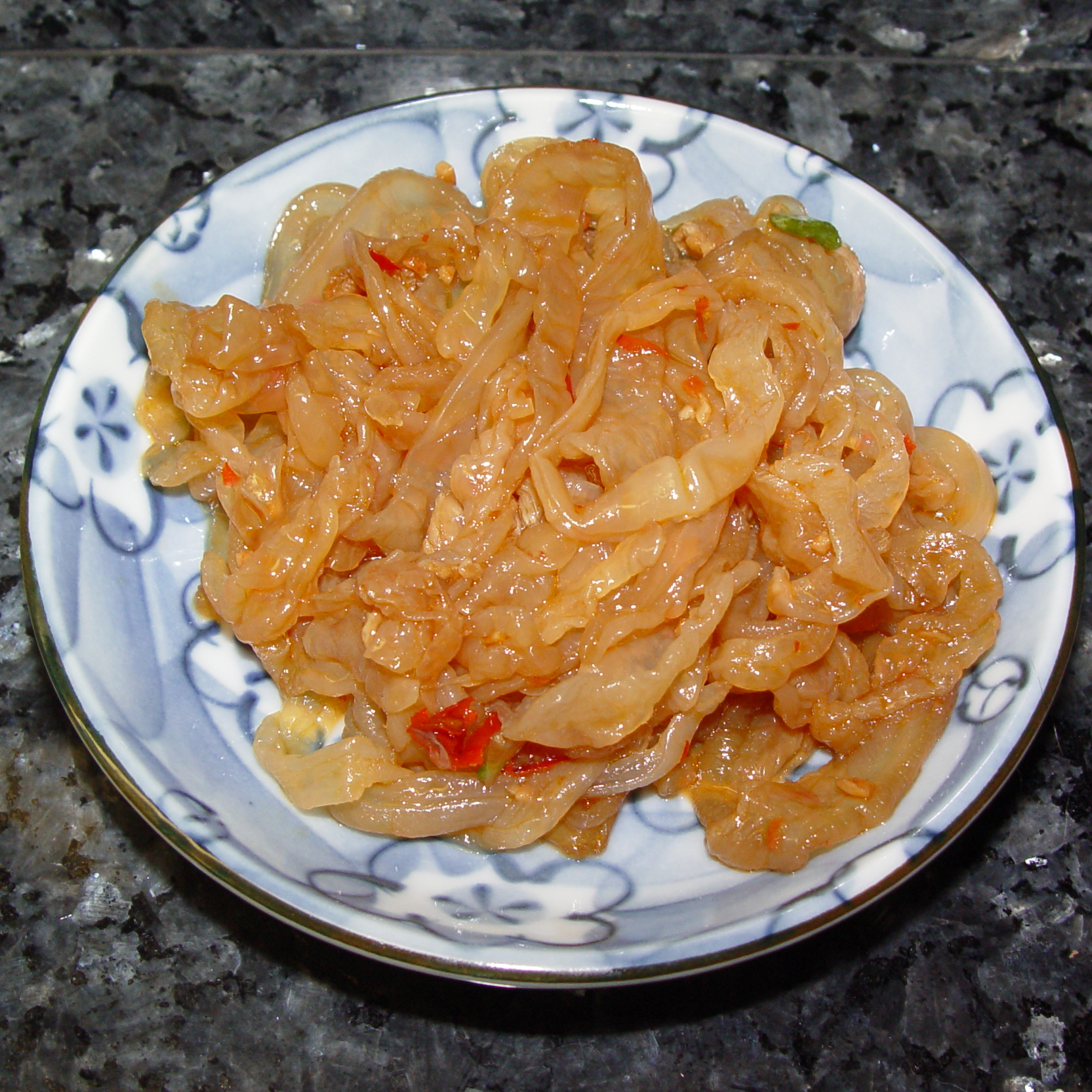
قنديل بحر صالح للأكل مع زيت السمسم وصلصة الفليفلة الحارة

الطعام الفاخر عبارة عن الطعام النادر أو الغالي الذي يعتبر مستحبا أو راقيا أو فريدا بشكل استثنائي في ثقافة ما. عادة هذا بسبب ذوقه العجيب أو خصائصه غير العادية أو ندوره أو غلائه مقارنة بالأغذية الأساسية العادية.
تتنوع الأطعمة الفاخرة حسب البلد والعادات والجيل. كان لسان النحام الوردي شهية ثمينة في روما القديمة، إلا أنه لا يؤكل في الزمن الحاضر إطلاقا. كان الكركند يعتبر طعام الفقراء في أميركا الشمالية حتى منتصف القرن التاسع عشر عندما صار يعتبر شهية كما كان الحال في أوروبا. بعض الأطعمة لا تعتبر فاخرة إلا في ثقافة معينة، مثل برقات النمل في المكسيك أو حساء عش الطائرة في الصين أو فوغو أي لحم سمك القراض في اليابان.

## أطعمة فاخرة
- صفيلح (Bao Yu) [2][3][4]
- Akutaq[5][6]
- Ambuyat – A delicacy of بروناي[7]
- البالوت[8]
- بيلتونغ [بحاجة لمصدر]
- عش قابل للأكل[9]
- نورس أسود الرأس eggs[10][11]
- بوتارجا
- كاسو مارزو[8]
- كافيار[12][13]
- Cempedak
- بيض القرن[8]
- شامبانيا[بحاجة لمصدر]
- Conpoy[14]
- السجق [بحاجة لمصدر]
- دوريان[15]
- Escamol[8]
- حلزون (حيوان)[16][17]
- Filet mignon[بحاجة لمصدر]
- كبد دسم[18]
- Fried-brain sandwich[8]
- Fried tarantula[8]
- سمك القراض[19][20]
- فطر جاروميترا ايسكلنتا, although deadly when raw, is a delicacy in Scandinavia.
- كابياء خنزيرية[21] – considered a delicacy in several areas of South America.[22]
- هاغيس[23]
- Hákarl[24]
- سوادي ذروي[8]
- Iberian ham (Jamón ibérico)[25][26]
- Ikizukuri
- قناديل البحر كغذاء is considered a delicacy in Japan.[27]
- كاراسومي[28][29]
- Kiviak[8]
- Kobe beef[30]
- قهوة الكوبي لواك[31][32]
- كركند[1]
- درسة الشعير[18]:34
- محار[33]
- بيض السمان, including تخليل quail eggs[34][35]
- Rocky Mountain oysters[36][37]
- مشطيةs.[38] Scallop بطرخ, called coral, is also a delicacy.[39][40]
- خيار البحر (طعام)[41][42]
- حساء زعانف القرش
- Shiokara[8]
- لقح (Milt)[8]
- Smalahove[8]
- Snail caviar[43]
- Snake soup[44]
- Surströmming[45][46]
- ترافل[47]
- Tyrolean grey cheese